# صن سبوت
صن سبوت هو بطل خارق في مارفل كومكس من ابتكار كريس كليرمونت وبوب ماكليود،ظهرت الشخصية لأول مرة في 1982.